# Erik Berger

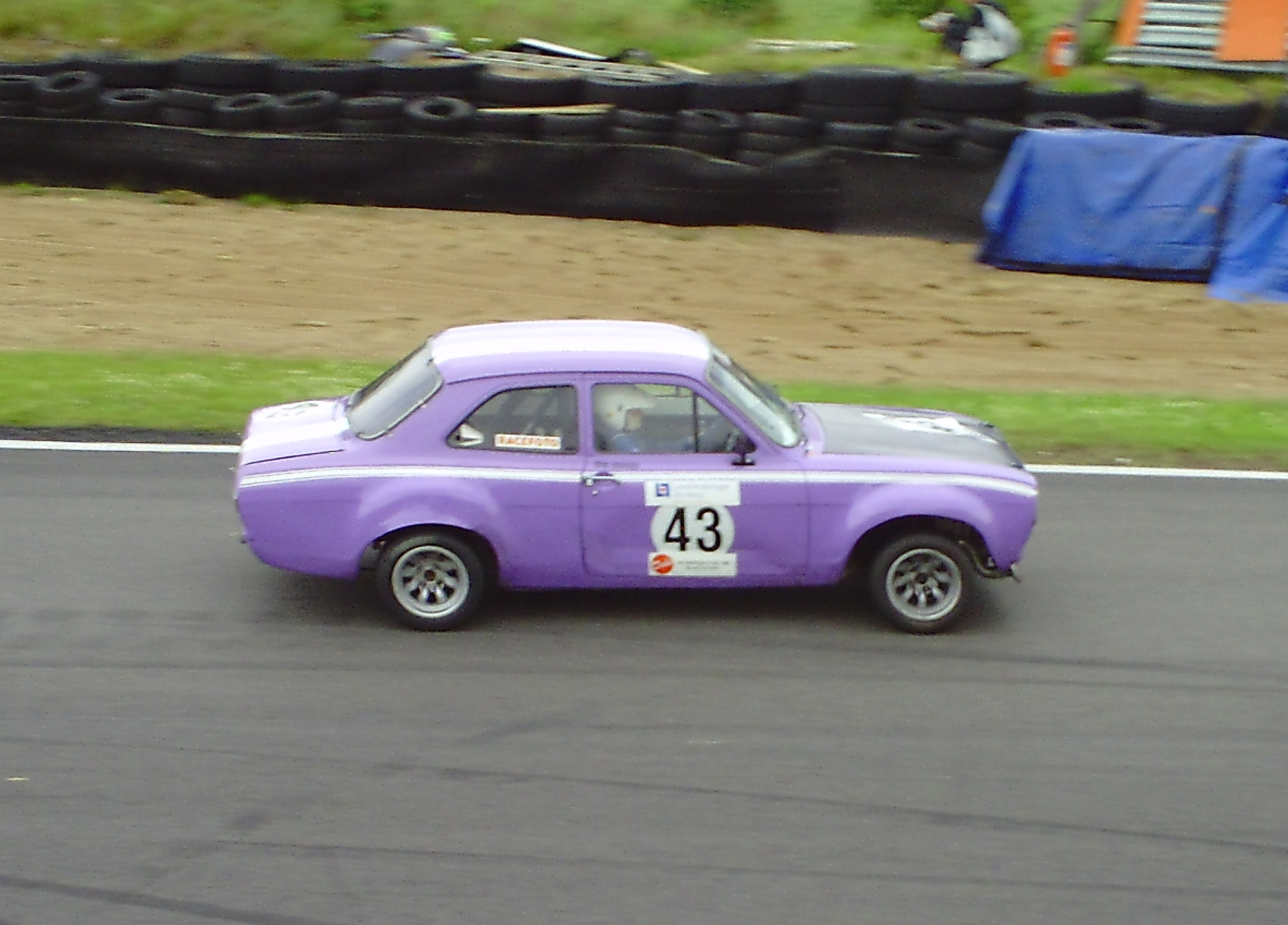
Erik Berger i sin lila Ford Escort, under ett historiskt race på Falkenbergs Motorbana 2011.

Erik Berger, född 18 juli 1925 i Bengtsfors, död 3 november 2018 i Bengtsfors, var en svensk affärsman och racerförare. Berger är den racerförare som vunnit flest segrar i olika nationella klasser i Sverige.

## Racing- och rallykarriär
Berger började att tävla inom bilsporten på allvar 1956 med en Fiat 1100. 1958 gick han över till Volvo PV i racing, men fortsatte att köra Fiat i rally. Han vann sin klass i Midnattssolsrallyt 1960 med en Fiat 2100.
1961 blev han rekommenderad av Carl-Magnus Skogh att få köra Saab 96 i racing, och blev därmed halvproffs för det svenska märket. Han blev tvåa i klassen i Midnattssolsrallyt 1961 med Saab 96, och 1962 tog han sitt första svenska mästerskap på bana.
1963 gick han över till Ford Motor Company för att köra Cortina GT och vidare till Lotus Cortina 1964. Åren 1966–1967 körde han också Lotus Elan. 1968 kom den nya Fordmodellen Escort, och Bergers första tävling med Escort var på Kanonloppet 1968. Efter ett kopplingsras på lördagsträningen tvingades han starta sist, men körde om samtliga motståndare för att till sist stå som segrare. Detta lopp rankade Berger som sin allra största triumf[källa behövs]. Erik Berger blev Ford Escort trogen tills han lade av med racingen efter säsongen sportåret 1972. 
Under två år, 1973–1974, provade också Erik på den nya sporten rallycross, då med Volkswagen, men utan större framgångar.
1997 gjorde han comeback i racing, återigen med Ford Escort. De sista åren tävlade han i den så kallade Racerhistoriska Cupen, bland annat mot sin son Anders Berger.
Totalt tog Erik Berger under de aktiva åren 1959–1972, fyra SM-guld, sex SM-silver och fem SM-brons. Därtill tillkommer ett antal medaljer i Is-SM.

### Erik Bergers resultat i racing-SM åren 1959-1972
- 1959: 5, Volvo PV 544
- 1960: 3, Volvo PV 544
- 1961: 2, Saab 96
- 1962: 1, Saab 96
- 1963: 3, Ford Cortina GT,
  - 7, Saab 96
- 1964: 2, Ford Lotus Cortina
- 1965: 4, Ford Lotus Cortina
- 1966: 1, Ford Lotus Cortina,
  - 2, Lotus Elan
- 1967: 2, Ford Lotus Cortina,
  - 3, Lotus Elan
- 1968: 1, Ford Lotus Cortina/Escort TC
- 1969: 1, Ford Escort TC (delad med Bo Ljungfeldt),
  - 3, Ford Escort GT Grp 5,
  - 5, Ford Escort TC Grp 5
- 1970: 2, Ford Escort TC
- 1971: 2, Ford Escort TC
- 1972: 3, Ford Escort TC